# 雷鮑波 (新澤西州)
雷鮑波（英語：Repaupo）是位於美國新澤西州格洛斯特縣的非建制地區。

## 歷史
雷鮑波的郵局於1874年設立，其後於1913年停運。

## 地理
雷鮑波所處的海拔為高於海平面6米（即20英呎），而該地所採用的時區為UTC-5，即北美东部时区（EST）。同時該地設有夏令時間，為UTC-5調快一小時，即UTC-4（EDT）。